# Onthophagus agnus
Onthophagus agnus là một loài bọ cánh cứng trong họ Bọ hung (Scarabaeidae).